# Stensholm

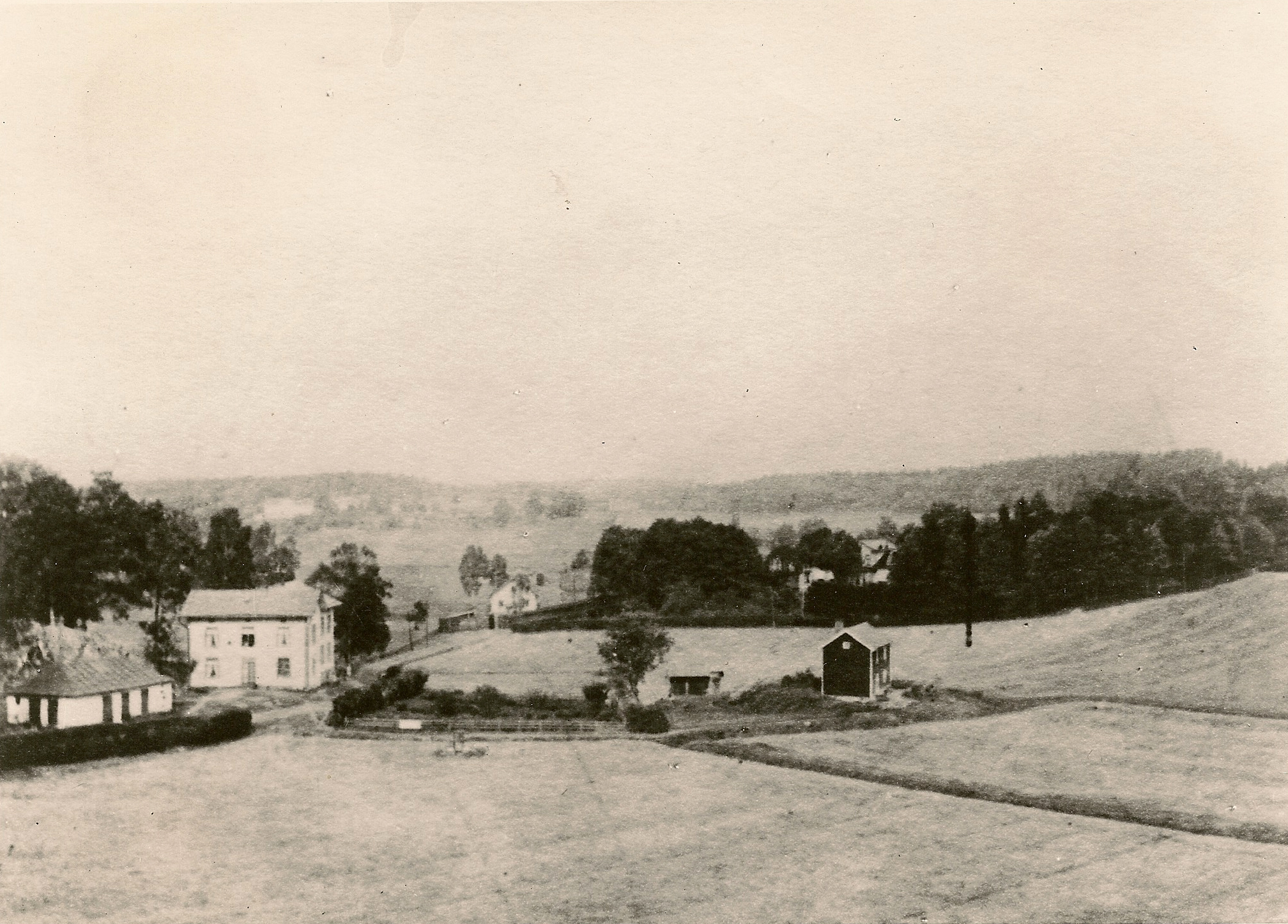
Stensholm vid sekelskiftet runt 1899-1900.

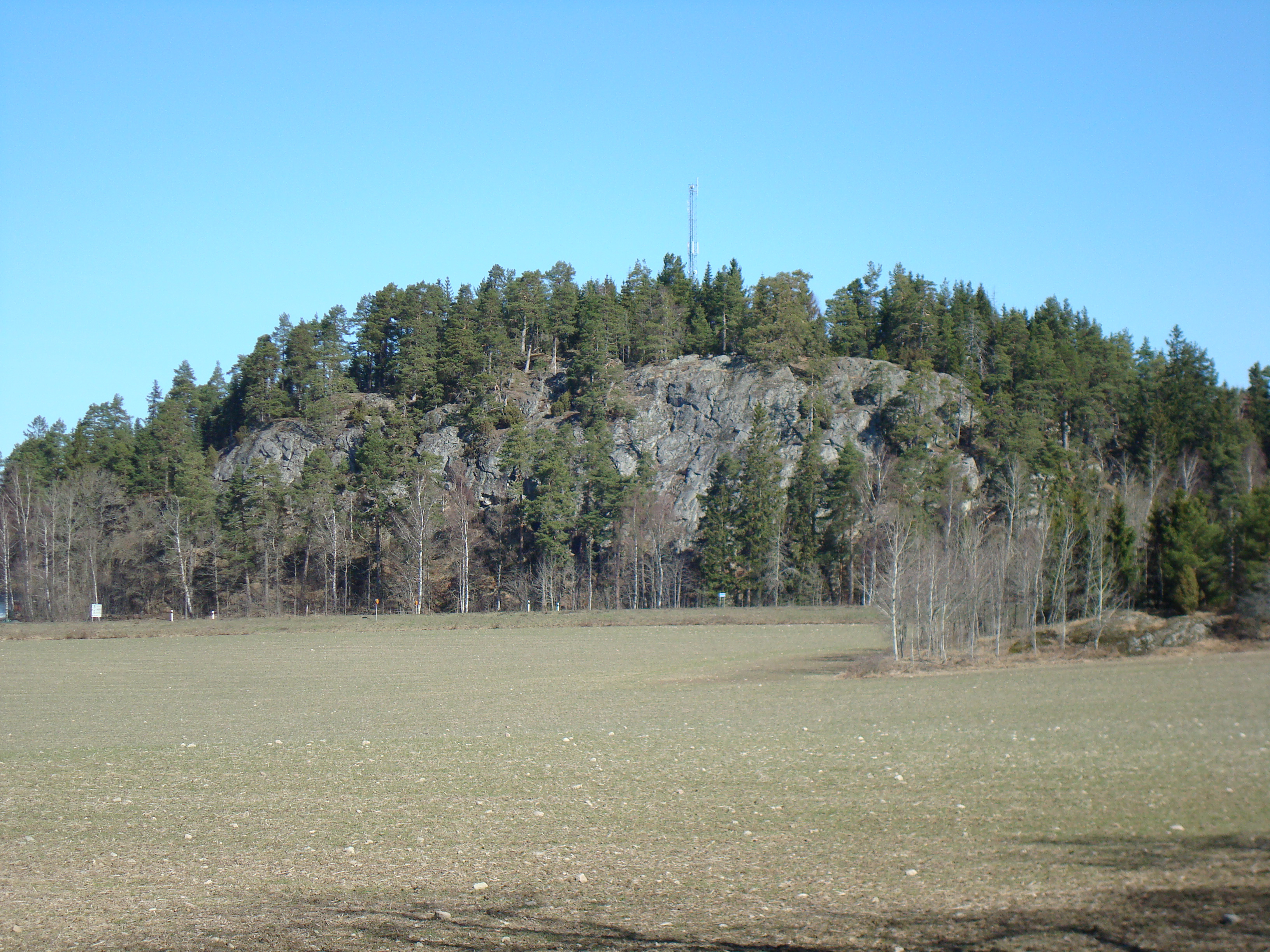
Lunnaberget, här i april 2010, är en höjd i Stensholm

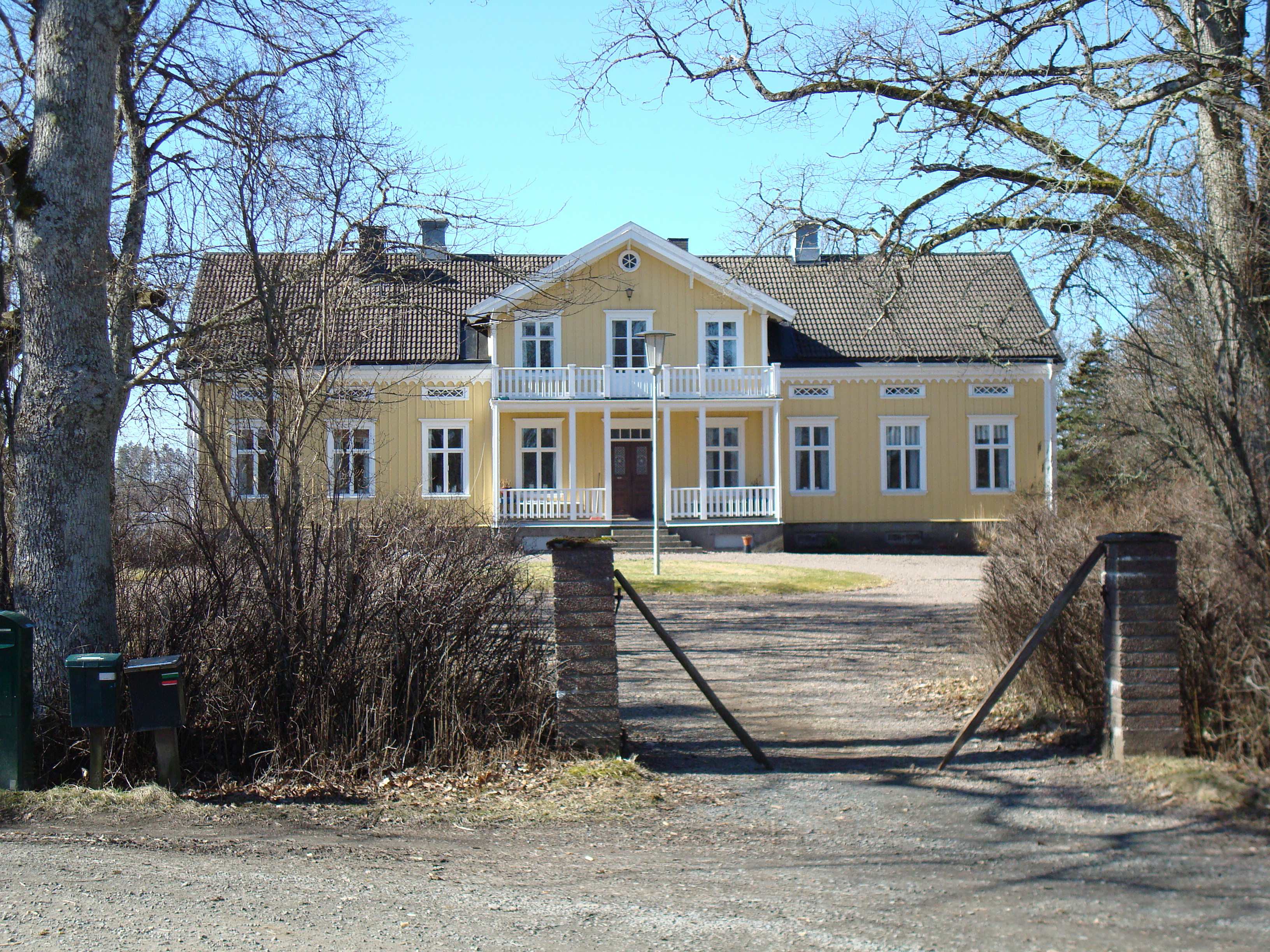
Stensholms säteri. April 2010.

Stensholm är ett område i Hakarps distrikt i Huskvarna. 
När man via Hakarpsvägen eller Ådalsvägen lyft sig drygt 100 meter över centrala Huskvarnas nivå, har man nått Stensholm, ett område vid Huskvarnaån där den ännu flyter stilla ovanför vattenfallet. Området var för länge sedan en ö, som på medeltiden vaktades av en ansenlig borg.[källa behövs]

## Industrier
Stensholm blev tidigt ett industriområde av betydelse. Stensholms Pappersbruk, som brann ned 1889 och från början hette Göransbergs Pappersbruk, anlades redan 1703 av pappersmästaren Christoffer Lemchen. 
Året efter branden startade Stensholms Fabriks AB sin tillverkning av stick- och skomakarmaskiner i de återuppbyggda lokalerna. Under ledning av bl.a. direktör Wilhelm Tham vid Husqvarna Vapenfabriks AB. Med tiden blev produkterna alltmer avancerade,  där termostater och svänghjulsmagneter (välkända Stefa-magneten) kan nämnas. 1954 köptes fabriken upp av Husqvarna Vapenfabriks AB och 1955 lades den ned.  
Carlfors bruk, som började sin verksamhet redan 1898, är en processindustri med ca 50 anställda och ensamma i Norden om tillverkning av aluminiumpulver och aluminiumpasta. Produkter som används inom lättbetong-, färg- och tryckfärgsindustrin. Nästan hela produktionen går på export inom Europa och till USA.
Här finns också ett av Saab-koncernens högteknologiska dotterföretag, Saab Training Systems med cirka 400 anställda. Ingen obehörig lär komma innanför grindarna till denna anläggning, där man tillverkar högteknologisk militär utrustning. Ekonomiskt är företaget ett av de mest framgångsrika inom koncernen.

## Idrott
1944 startades IK Stefa, som 1947 tog upp ishockey på programmet. Klubben slogs 1967 samman med  Vättersnäs IF och bildade Vätterstads IF, som 1971 slogs samman med Husqvarna IF och bildade HV71.

### Fotnoter
1. ↑  Gunilla Bunnvik (9 mars 2013). ”IK Stefa var 50-talets HV71”. J-nytt. Arkiverad från originalet den 7 april 2016. https://web.archive.org/web/20160407221855/http://www.jnytt.se/article/ik-stefa-var-50-talets-hv71/. Läst 27 mars 2016.